# Panajot Wołow

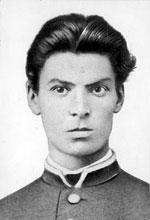
Panajot Wołow

Panajot Wołow, bułg. Панайот Волов, właściwie Petyr Bankow, bułg. Петър Ванков (ur. w 1850 lub 1851 w Szumenie, zm. 26 maja 1876) – bułgarski działacz niepodległościowy, jeden z przywódców i organizatorów powstania kwietniowego.
Podstawowe wykształcenie zdobył w rodzinnym mieście w szkole prowadzonej przez Dobriego Wojnikowa. Dzięki pomocy finansowej od krewnego, Marincza Benliego, kontynuował edukację w Bukareszcie, w Bołgradzie (Ukraina) i w Odessie. W latach 1869–1873 kształcił się w Pensjonacie Południowosłowiańskim w Mikołajowie, jednak z powodu problemów ze zdrowiem opuścił go na sześć miesięcy przed planowanym końcem edukacji i powrócił do Szumenu. Następnie objął posadę głównego nauczyciela i dyrektora w miejscowej szkole podstawowej. Zorganizował szkołę wieczorową, aktywnie uczestniczył także w działalności miejscowej czytelni. Wkrótce zaangażował się również w działalność niepodległościową. W 1874 roku wziął udział w naradach Bułgarskiego Centralnego Komitetu Powstańczego w Bukareszcie. Został także przewodniczącym lokalnego komitetu powstańczego w Szumenie.
Na początku 1875 zaangażował się w konflikt między miejscową młodzieżą a zagranicznymi inżynierami z Europy uczestniczącymi w budowie drogi kolejowej Kaspiczan-Szumen-Jamboł. Kulminacyjnym punktem niezadowolenia miejscowych, na czele których stanął Wołow, było zakłócenie uroczystości ślubnych francuskiego inżyniera i Bułgarki. Za udział w tych wydarzeniach Wołow trafił na kilka miesięcy do więzienia. Po osiedzeniu kary wyjechał do Rumunii. Tam wznowił działalność niepodległościową, uczestniczył m.in. w przygotowaniach powstania starozagorskiego. W tym samym roku współorganizował również komitet powstańczy w Giurgiu przygotowujący powstanie kwietniowe. Władze komitetu skierowały Wołowowa do IV. okręgu powstańczego w Płowdiwie, nadając mu tytuł głównego "apostoła" (agitatora). Jako pomocnika przydzielono mu Georgiego Benkowskiego. Po pewnym czasie okazało się, że Benkowski posiada znakomite zdolności organizacyjne, wobec czego Wołow taktownie ustąpił mu swojej funkcji. Działalność obojga patriotów zaowocowała powstaniem dziesiątków lokalnych komitetów powstańczych w IV. okręgu i wzrostem popularności idei powstania narodowego wśród Bułgarów. 
W dniach 14-16 kwietnia 1876 dzięki inicjatywie Wołowa i kilku innych działaczy niepodległościowych doszło do historycznego zebrania agitatorów powstania w miejscowości Oboriszte, na którym uściślono szereg spraw związanych z planowanym wybuchem walki zbrojnej. 
W dniu wybuchu powstania (20 kwietnia 1876) Wołow przebywał w Panagjuriszte i tam włączył się do walki. Po stłumieniu buntu przez znacznie liczniejsze i lepiej uzbrojone wojska osmańskie razem z grupą ocalałych powstańców usiłował zbiec do Rumunii. Podczas próby przedostania się na drugi brzeg rzeki Jantra w okolicach miasta Bjała (obwód Ruse), wszyscy uciekinierzy, wraz z Wołowem, utonęli.